# تغطية (مواد)

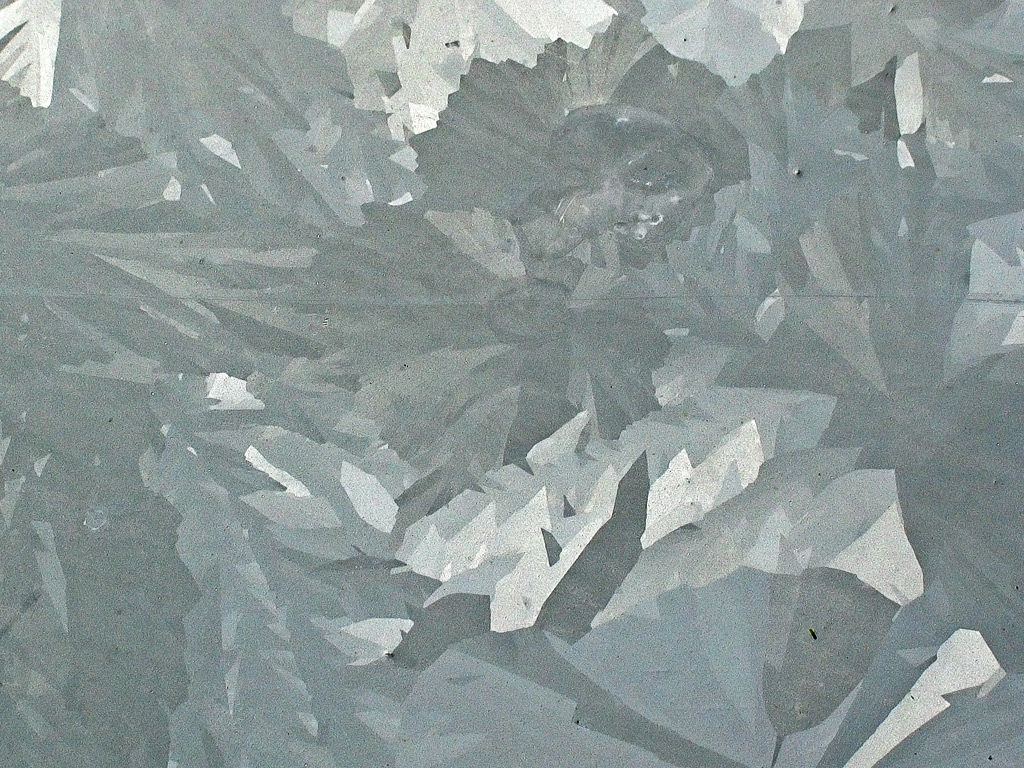

التغطية أو التكسية أو التلبيس أو الطلية هي عملية تغطية سطح جسم ما، بهدف تزييني أو وظيفي أو كليهما. وقد تكون التغطية للسطح بكامله أو قد تكون لأجزاء من الجسم. الدهانات هي تغطية لها وظيفتين غالبًا، فهي تحمي المادة وهي تزيينية أيضًا، فالرسامون يغطون الجدران برسوم تزيينية فقط، وتغطى الأنابيب الكبيرة بهدف وظيفي لمنع التآكل.
التغطية الوظيفية تهدف إلى تغيير خصائص سطح المادة، مثل الالتصاق، أو قابلية الابتلال، أو مقاومة التآكل، أو مقاومة الاهتراء. وفي حالات أخرى، وفي تصنيع أشباه الموصلات، تضيف التغطية خاصية جديدة تمامًا مثل الاستجابة المغناطيسية أو الناقلية الكهربائية وتشكل جزءًا أساسيًا من المنتج النهائي.
ومن الأمور الأساسية لمعظم عمليات التغطية هو أن الغطاء يجب أن يكون بسمك مضبوط، وهناك عدد من العمليات المختلفة المستخدمة لهذا الغرض، بدءًا من فرشاة بسيطة لطلاء الجدار، إلى بعض الآلات المكلفة للغاية في صناعة الإلكترونيات. وثمة أمر آخر للتغطية غير الكاملة "الانتقائية"، حيث يجب ضبط مكان تطبيق التغطية، مثل عملية الطباعة.
عملية التغطية في العديد من العمليات الصناعية تكون بتطبيق طبقة رقيقة من مادة وظيفية على المادة الأساسية، مثل الورق أو النسيج أو الغشاء أو الرقاثق المعدنية أو الأوراق النقدية الورقية. ويمكن تطبيق التغطية بحالتها السائلة أو الغازية أو الصلبة.
في مجال البناء، تشير التغطية إلى تطبيق أكثر من مادة واحدة فوق الأخرى للحماية من الأحوال الجوية مثل المطر والريح، ومن أجل السيطرة على جريان المياه ومنعها من التسلل إلى هيكل البناء.

## وظائف التغطية
- اللصق: شريط لاصق، لاصق حساس للضغط [الإنجليزية]، قماش يلصق بالكي [الإنجليزية].
- تغيير خواص الالتصاق
  - أدوات الطبخ المغطاة بـالتفلون (PTFE) غير اللاصق.
  - تغطية (Release coatings)، مثال بطانة اللاصق [الإنجليزية] المغطاة بالسليكون للعديد من المنتجات ذات اللصق الذاتي.
  - الطلية الأولية (primer) التي تساعد الطلاء الأساسي اللاحق في الالتصاق جيدًا (ويكون له في بعض الأحيان خصائص مضادة للتآكل).
- تغطية بصرية [الإنجليزية]
  - تغطية عاكسة تستخدم في المرايا
  - تغطية مانعة للانعكاس، تطبق على عدسات النظارات مثلًا.
  - تغطية تمتص الأشعة فوق البنفسجية لحماية العينين وزيادة عمر المادة.
  - التلوين: يستخدم في بعض الأضواء الملونة، وفي تغطية عدسات النظارات الشمسية.
- زجاج ذاتي التنظيف [الإنجليزية]
- تغطية حساسة للضوء، كانت تستخدم سابقًا في صناعة الفيلم الفوتوغرافي.
- الوقاية
  - معظم الطلاءات تقي المادة نوعًا ما.
  - تغطية قاسية ممانعة للخدش [الإنجليزية] تطبق على البلاستيك والمواد الأخرى، مثل نتريد التيتانيوم لتقليل الخدش وتحسين مقاومة الاهتراء
  - مضاد للتآكل [الإنجليزية]
    - تغطية ختامية تحت جسم السيارات لمنع تسرب الرطوبة.
    - طلاء معدني.

  - قماش صامد للماء [الإنجليزية] وورق صامد للماء
  - سطح مضاد للبكتريا [الإنجليزية]
- خواص مغناطيسية لوسائط التخزين المغناطيسية مثل شريط التسجيل والقرص المرن وبعض بطاقات النقل المغناطيسية.
- خواص كهربية أو إلكترونية
  - تغطية ناقلة للكهرباء، مثل تصنيع بعض أنواع المقاومات
  - تغطية عازلة، مثل الأسلاك المنغنطسية المستخدمة في المحولات.

## اقرأ أيضًا
- إلكترونيات مطبوعة
- غشاء رقيق
- مينا مزجج
- طلاء
- تغطية تحويلية